# Georg Friedrich Treitschke
Georg Friedrich Treitschke (Leipzig, 29 d'agost de 1776 - Viena, 4 de juny de 1842) va ser un llibretista, traductor i entomòleg alemany.
En 1800 va arribar a l'Òpera de l'Estat de Viena (Wiener Staatsoper). De 1809 a 1814 va ser director del Teatre de Viena. Va escriure sobre llibrets per a Pavel Vranický, Adalbert Gyrowetz i C. Weigl (Weisenhaus, L'orfenat), i va traduir moltes òperes franceses a l'alemany.

## Obres entomològiques
- amb Ochsenheimer, F. (1825): Die Schmetterlinge von Europa, Band 5/1. – Leipzig (Fleischer). XVI + 414 S.
- Treitschke, F. (1825): Die Schmetterlinge von Europa, Band 5/2. – Leipzig (Fleischer). 447 + [1] S.
- Treitschke, F. (1826): Die Schmetterlinge von Europa, Band 5/3. – Leipzig (Fleischer). IV + 419 + [1] S.
- Treitschke, F. (1827): Die Schmetterlinge von Europa, Band 6/1. – Leipzig (Fleischer). VIII + 444 S.
- Treitschke, F. (1828): Die Schmetterlinge von Europa, Band 6/2. – Leipzig (Fleischer). 319 S.
- Treitschke, F. (1829): Die Schmetterlinge von Europa, Band 7. – Leipzig (Fleischer). VI + 252 S.
- Treitschke, F. (1830): Die Schmetterlinge von Europa, Band 8. – Leipzig (Fleischer). VIII + 312 S.
- Treitschke, F. (1832): Die Schmetterlinge von Europa, Band 9/1. – Leipzig (Fleischer). VIII + 272 S.
- Treitschke, F. (1833): Die Schmetterlinge von Europa, Band 9/2. – Leipzig (Fleischer). 284 S.
- Treitschke, F. (1834): Die Schmetterlinge von Europa, Band 10/1. – Leipzig (Fleischer). X + 286 S.
- Treitschke, F. (1835): Die Schmetterlinge von Europa, Band 10/2. – Leipzig (Fleischer). [2] + 340 S.
- Treitschke, F. (1835): Die Schmetterlinge von Europa, Band 10/3. – Leipzig (Fleischer). [4] + 302 S.
- Treitschke, F. (Hrsg.) (1840-1843): Naturhistorischer Bildersaal des Thierreiches. Nach William Jardine. Vorwort von K. Vogel. 4 Bände. – Pesth und Leipzig (Hartleben). Ca. 770 S., 180 Taf. (360 Abb.).
- Treitschke, F. (1841): Naturgeschichte der europäischen Schmetterlinge. Schwärmer und Spinner. – Pesth (Hartleben). [9] + XIV + [2] + 222 S., Frontispiz, 30 Taf.